# Liste der Kulturdenkmale in Oberbösa
Die Liste der Kulturdenkmale in Oberbösa umfasst die als Ensembles, Straßenzüge und Einzeldenkmale erfassten Kulturdenkmale in der thüringischen Gemeinde Oberbösa, die zur Verwaltungsgemeinschaft Greußen gehört.
Die Angaben in der Liste ersetzen nicht die rechtsverbindliche Auskunft der zuständigen Denkmalschutzbehörde.

## Legende
- Bild: zeigt ein Bild des Kulturdenkmals und gegebenenfalls einen Link zu weiteren Fotos des Kulturdenkmals im Medienarchiv Wikimedia Commons
- Bezeichnung: Name, Bezeichnung oder die Art des Kulturdenkmals
- Lage: Wenn vorhanden Straßenname und Hausnummer des Kulturdenkmals; Grundsortierung der Liste erfolgt nach dieser Adresse. Der Link Karte führt zu verschiedenen Kartendarstellungen und nennt die Koordinaten des Kulturdenkmals.
 Kartenansicht, um Koordinaten zu setzen – in dieser Kartenansicht sind Kulturdenkmale ohne Koordinaten mit einem roten bzw. orangen Marker dargestellt und können in der Karte gesetzt werden. Kulturdenkmale ohne Bild sind mit einem blauen bzw. roten Marker gekennzeichnet, Kulturdenkmale mit Bild mit einem grünen bzw. orangen Marker.
- Datierung: gibt das Jahr der Fertigstellung beziehungsweise das Datum der Erstnennung oder den Zeitraum der Errichtung an
- Beschreibung: bauliche und geschichtliche Einzelheiten des Kulturdenkmals, vorzugsweise die Denkmaleigenschaften
- ID: Die ID identifiziert das Kulturdenkmal eindeutig. In Thüringen sind aktuell keine IDs veröffentlicht. In der ID-Spalte kann sich auch folgendes Icon  befinden, dies führt zu Angaben zu diesem Kulturdenkmal bei Wikidata.

## Kulturdenkmale in Oberbösa
| Bild                           | Bezeichnung                            | Lage                       | Datierung | Beschreibung | ID           |
| ------------------------------ | -------------------------------------- | -------------------------- | --------- | --- | ------------ |
| weitere Bilder Fotos hochladen | Evangelische Kirche St. Peter und Paul | Hohler Graben (Karte)      |           | Kirche samt künstlerischer Ausstattung, Kirchhof und Einfriedung, Saalkirche mit Turmaufbau an der Westseite, dreiseitiger Chorabschluss an der Ostseite. | 365.220.0440 |
| BW                             | Hofpforte mit Tafel                    | An der Windmühle 6 (Karte) |           | 2 Werksteine, Hofpforte, Tafel, Schlussstein | 365.220.0441 |
| BW                             | Toreinfahrt                            | An der Windmühle 7 (Karte) |           | Torfahrt und Hofpforte | 365.220.0442 |
| BW                             | Hofanlage mit Torfahrt                 | An der Windmühle 8 (Karte) |           | Hofanlage mit Torfahrt | 365.220.0443 |
| BW                             | Hofanlage mit Torfahrt                 | An der Windmühle 9 (Karte) |           | Hofanlage mit Torfahrt | 365.220.0444 |
| BW                             | Inschriftstein                         | Oberdorf 10 (Karte)        |           | Inschriftstein | 365.220.0445 |
| Fotos hochladen                | Torfahrt mit Inschrifttafel            | Oberdorf 19 (Karte)        |           | Torfahrt mit Inschrifttafel | 365.220.0446 |
| BW                             | Eingangspforte                         | Wassergasse 2 (Karte)      |           | Mauer, Eingangspforte, Tafel | 365.220.0447 |
| BW                             | Inschriftenstein                       | Wassergasse 3 (Karte)      |           | Inschriftenstein | 365.220.0448 |
| BW                             | Hofpforte und Torfahrt                 | Wassergasse 6 (Karte)      |           | Hofpforte und Torfahrt | 365.220.0449 |
| BW                             | Inschriftensteine                      | Wassergasse 18 (Karte)     |           | zwei Inschriftensteine | 365.220.0450 |
| BW                             | Hofpforte mit Tafel                    | Wassergasse 19 (Karte)     |           | Mauer,Torfahrt, Hofpforte, Tafel | 365.220.0451 |